# Gómez Palacio
Gómez Palacio è una municipalità dello stato di Durango, nel Messico centrale, il cui capoluogo è la omonima località.
La popolazione della municipalità è di 342.286 abitanti (2015) e ha una estensione di 844,067 km².

## Origine del nome
Il nome della città città viene ufficializzato già nel 1886 come Gómez Palacio, in onore del governatore dello stato di Durango.

## Storia
L'insediamento moderno di Gómez Palacio iniziò nel 1894, anche nelle vicinanze esisteva già l''antica tenuta di Santa Rosa che fu fondata nel 1844 da Don Juan Ignacio Jiménez. Quando la Compagnia Ferroviaria Centrale Messicana (Compañía del Ferrocarril Central Mexicano), che stava costruendo la linea Città del Messico-Ciudad Juarez, installò la Stazione di Lerdo (Gómez Chacón) in quello che oggi è il centro città. Di conseguenza, l'area iniziò ad avere un traffico continuo di viaggiatori e così Santiago Lavín Cuadra, agricoltore e impresario spagnolo, iniziò a donare alcuni dei terreni che possedeva in loco ed in cambio i donatari avrebbero dovuto costruire abitazioni e cambiare l'aspetto desertico del luogo. Pochi anni dopo, il 20 novembre 1910, un gruppo di ribelli si sollevò in armi contro il dittatore Porfirio Diaz, dando così inizio al movimento rivoluzionario armato in Messico, essendo questa città oggi la culla della Rivoluzione Messicana. Dagli anni '70, la città ha ruotato essenzialmente attorno alle aree agricole e industriali, attualmente possiede una delle più grandi e importanti zone industriali del centro del paese e un ufficio doganale interno sarà presto operativo nel complesso della Zona di Connettività Internazionale di Gómez Palacio. La città è separata dalla contigua città Torreón dal Rio Nazas, che viene attraversato da numerosi ponti.

## Clima
Insieme a Lerdo e Torreón, Gómez Palacio è una delle città con i climi più estremi del paese, ha temperature piuttosto fredde in autunno e inverno, (-8°C), mentre in primavera, estate e persino a volte in autunno si registrano temperature elevate, (45°C), e raggi UV estremi.
| Parametri climatici medi di Gomez Palacio, (Durango, 1180 m) | Parametri climatici medi di Gomez Palacio, (Durango, 1180 m) | Parametri climatici medi di Gomez Palacio, (Durango, 1180 m) | Parametri climatici medi di Gomez Palacio, (Durango, 1180 m) | Parametri climatici medi di Gomez Palacio, (Durango, 1180 m) | Parametri climatici medi di Gomez Palacio, (Durango, 1180 m) | Parametri climatici medi di Gomez Palacio, (Durango, 1180 m) | Parametri climatici medi di Gomez Palacio, (Durango, 1180 m) | Parametri climatici medi di Gomez Palacio, (Durango, 1180 m) | Parametri climatici medi di Gomez Palacio, (Durango, 1180 m) | Parametri climatici medi di Gomez Palacio, (Durango, 1180 m) | Parametri climatici medi di Gomez Palacio, (Durango, 1180 m) | Parametri climatici medi di Gomez Palacio, (Durango, 1180 m) | Parametri climatici medi di Gomez Palacio, (Durango, 1180 m) |
| Mesi                                                         | Gen.                                                         | Feb.                                                         | Mar.                                                         | Apr.                                                         | Mag.                                                         | Giu.                                                         | Lug.                                                         | Ago.                                                         | Set.                                                         | Oct.                                                         | Nov.                                                         | Dic.                                                         | Annuale                                                      |
| ------------------------------------------------------------ | ------------------------------------------------------------ | ------------------------------------------------------------ | ------------------------------------------------------------ | ------------------------------------------------------------ | ------------------------------------------------------------ | ------------------------------------------------------------ | ------------------------------------------------------------ | ------------------------------------------------------------ | ------------------------------------------------------------ | ------------------------------------------------------------ | ------------------------------------------------------------ | ------------------------------------------------------------ | ------------------------------------------------------------ |
| Temp. max. media (°C)                                        | 20.3                                                         | 24.6                                                         | 27.8                                                         | 31.3                                                         | 34.4                                                         | 35.0                                                         | 34.0                                                         | 33.9                                                         | 31.6                                                         | 28.7                                                         | 24.7                                                         | 20.7                                                         | 28.8                                                         |
| Temp. media (°C)                                             | 11.3                                                         | 14.8                                                         | 17.9                                                         | 21.5                                                         | 25.4                                                         | 27.0                                                         | 26.6                                                         | 26.5                                                         | 24.4                                                         | 20.6                                                         | 15.9                                                         | 11.6                                                         | 20.2                                                         |
| Temp. min. media (°C)                                        | 2.4                                                          | 5.0                                                          | 8.0                                                          | 11.8                                                         | 16.4                                                         | 18.9                                                         | 19.3                                                         | 19.0                                                         | 17.2                                                         | 12.6                                                         | 7.1                                                          | 2.5                                                          | 11.7                                                         |
| Precipitazioni totali (mm)                                   | 6.7                                                          | 3.4                                                          | 8.1                                                          | 2.7                                                          | 11.2                                                         | 25.1                                                         | 27.3                                                         | 37.6                                                         | 42.5                                                         | 18.9                                                         | 6.9                                                          | 4.6                                                          | 177.5                                                        |
| Giorni di neve                                               | 1                                                            | 0                                                            | 0                                                            | 0                                                            | 0                                                            | 0                                                            | 0                                                            | 0                                                            | 0                                                            | 0                                                            | 0                                                            | 1                                                            | 2                                                            |
| Fonte: Servicio Meteorológico Nacional de Mexico             |                                                              |                                                              |                                                              |                                                              |                                                              |                                                              |                                                              |                                                              |                                                              |                                                              |                                                              |                                                              |                                                              |

Neve: le nevicate sono rare a Gómez Palacio, ma comunque possibili, di seguito l'elenco di quelle registrate:
- Nel gennaio 1947, si registra la prima nevicata sulla città della quale si abbia notizia.
- L'11 gennaio 1967, si verifica un'altra nevicata.
- Il 12 dicembre 1997, si verifica una nevicata dopo 30 anni senza neve.
- Il 24 dicembre 2004, si verifica una leggera nevicata.
- L'8 dicembre 2017, al mattino si verifica un'altra nevicata

## Amministrazione e demografia

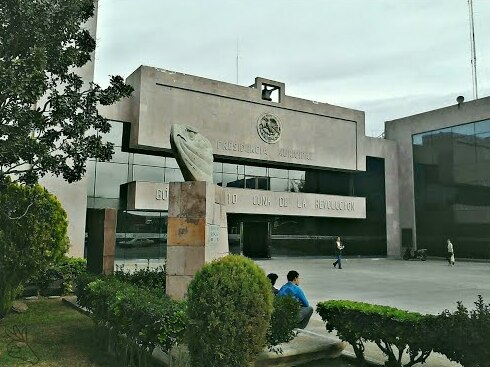
Municipio di Gómez Palacio

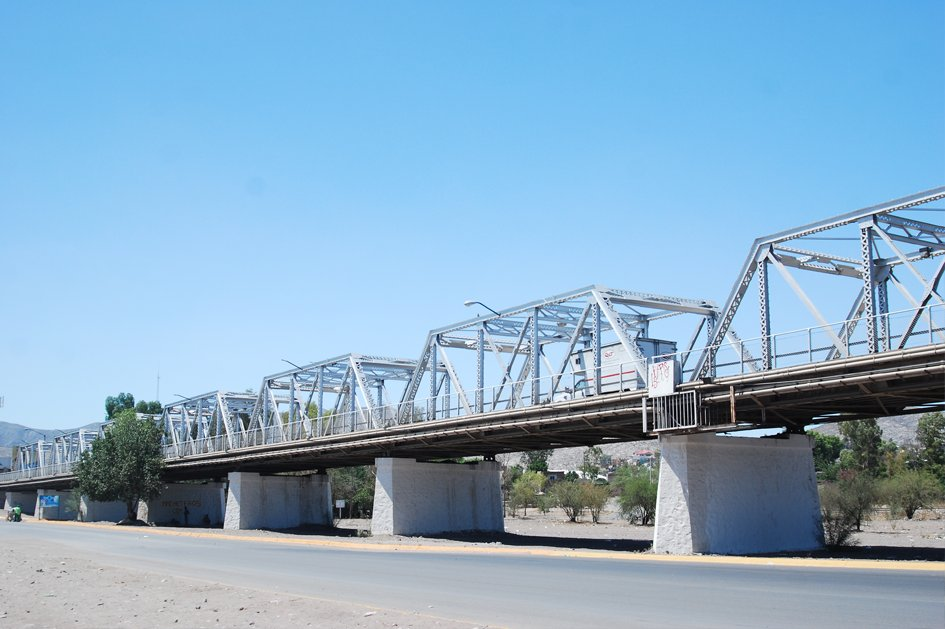
Puente Plateado Torreón-Gomez Palacio nel 2013

Come nella maggior parte dei comuni del Messico, le elezioni comunali avvengono ogni tre anni. L'amministrazione comunale è guidata dal Consiglio comunale, composto dal presidente del comune, (il sindaco), un fiduciario comunale e da una giunta composta da quindici consiglieri, tutti eletti con un'unica lista per un periodo di tre anni, non rinnovabile per il periodo immediato, ma per un successivo periodo non continuativo.
| Presidenti Municipali di Gómez Palacio | Presidenti Municipali di Gómez Palacio | Presidenti Municipali di Gómez Palacio | Popolazione storica | Popolazione storica | Popolazione storica |
| Periodo                                | Periodo                                | Presidente municipale                  | Anno                | abitanti            | variazione          |
| -------------------------------------- | -------------------------------------- | -------------------------------------- | ------------------- | ------------------- | ------------------- |
| Inizio                                 | Fine                                   | Presidente municipale                  | 1910                | 15 997              | —                   |
| 1928                                   | 1929                                   | Francisco Esquivel                     | 1921                | 20 753              | +29.7 %             |
| 1929                                   | 1930                                   | Lisandro Ávila                         | 1930                | 24 042              | +15.8 %             |
| 1931                                   | 1932                                   | Lic. Fernando Arenas                   | 1940                | 25 558              | +6.3 %              |
| 1932                                   | 1933                                   | Agustín Puente                         | 1950                | 45 842              | +79.4 %             |
| 1933                                   | 1934                                   | Francisco Hernández Barrena            | 1960                | 61 174              | +33.4 %             |
| 1934                                   | 1935                                   | Jesús del Valle                        | 1970                | 79 650              | +30.2 %             |
| 1935                                   | 1936                                   | Enrique Unzueta                        | 1980                | 116 967             | +46.9 %             |
| 1936                                   | 1937                                   | José María Meneses                     | 1990                | 164 092             | +40.3 %             |
| 1937                                   | 1938                                   | Pablo Reyes Serna                      | 2000                | 210 113             | +28.0 %             |
| 1938                                   | 1939                                   | Ricardo Sáunders Sánchez               | 2010                | 257 352             | +22.5 %             |
| 1939                                   | 1940                                   | José Malo Juvera                       | 2020                | 301 742             | +17.2 %             |
| 1940                                   | 1941                                   | Pedro García                           |                     |                     |                     |
| 1941                                   | 1942                                   | Pompeyo Velásquez                      |                     |                     |                     |
| 1942                                   | 1943                                   | José Mauro Aguado                      |                     |                     |                     |
| 1943                                   | 1944                                   | Miguel Carrillo                        |                     |                     |                     |
| 1944                                   | 1945                                   | Carlos Silva                           |                     |                     |                     |
| 1945                                   | 1946                                   | J. Guadalupe Bernal                    |                     |                     |                     |
| 1946                                   | 1947                                   | Alberto Ayala                          |                     |                     |                     |
| 1947                                   | 1948                                   | Fernando Vélver                        |                     |                     |                     |
| 1948                                   | 1949                                   | Alonso Valdés                          |                     |                     |                     |
| 1949                                   | 1950                                   | Arturo Jáquez                          |                     |                     |                     |
| 1950                                   | 1953                                   | Roberto Fernández Vitela               |                     |                     |                     |
| 1953                                   | 1956                                   | Genaro R. Mijares                      |                     |                     |                     |
| 1956                                   | 1959                                   | Francisco Galindo Chávez               |                     |                     |                     |
| 1959                                   | 1962                                   | Jesús María Pámanes Guerrero           |                     |                     |                     |
| 1962                                   | 1965                                   | Ramón González Martínez                |                     |                     |                     |
| 1965                                   | 1968                                   | José Rebollo Acosta                    |                     |                     |                     |
| 1968                                   | 1971                                   | Gustavo Elizondo Villarreal            |                     |                     |                     |
| 1971                                   | 1974                                   | Jesús Ibarra Rayas                     |                     |                     |                     |
| 1974                                   | 1977                                   | Carlos Antonio Herrera Araluce         |                     |                     |                     |
| 1977                                   | 1980                                   | Régulo Esquivel Gámez                  |                     |                     |                     |
| 1980                                   | 1983                                   | José Miguel Castro Carrillo            |                     |                     |                     |
| 1983                                   | 1986                                   | Manuel Gamboa Cano                     |                     |                     |                     |
| 1986                                   | 1989                                   | José del Rivero Ibarra                 |                     |                     |                     |
| 1989                                   | 1992                                   | José Rebollo Acosta                    |                     |                     |                     |
| 1992                                   | 1995                                   | Ernesto Boehringer Lugo                |                     |                     |                     |
| 1995                                   | 1998                                   | Rafael Villegas Attolini               |                     |                     |                     |
| 1998                                   | 2001                                   | Carlos Antonio Herrera Araluce         |                     |                     |                     |
| 2001                                   | 2004                                   | Juana Leticia Herrera Ale              |                     |                     |                     |
| 2004                                   | 2007                                   | Octaviano Rendón Arce                  |                     |                     |                     |
| 2007                                   | 2009                                   | Ricardo Rebollo Mendoza                |                     |                     |                     |
| 2009                                   | 2010                                   | Mario Alberto Calderón Cigarroa        |                     |                     |                     |
| 2010                                   | 2013                                   | Rocío Rebollo Mendoza                  |                     |                     |                     |
| 2013                                   | 2016                                   | José Miguel Campillo Carrete           |                     |                     |                     |
| 2016                                   | 2019                                   | Juana Leticia Herrera Ale              |                     |                     |                     |
| 2019                                   | 2021                                   | Alma Marina Vitela Rodríguez           |                     |                     |                     |
| 2021                                   | 2021                                   | Anabelle Gutiérrez Ibarra              |                     |                     |                     |
| 2021                                   | 2025                                   | Juana Leticia Herrera Ale              |                     |                     |                     |
| 2025                                   | 2028                                   | Da definire                            |                     |                     |                     |

## Luoghi di interesse

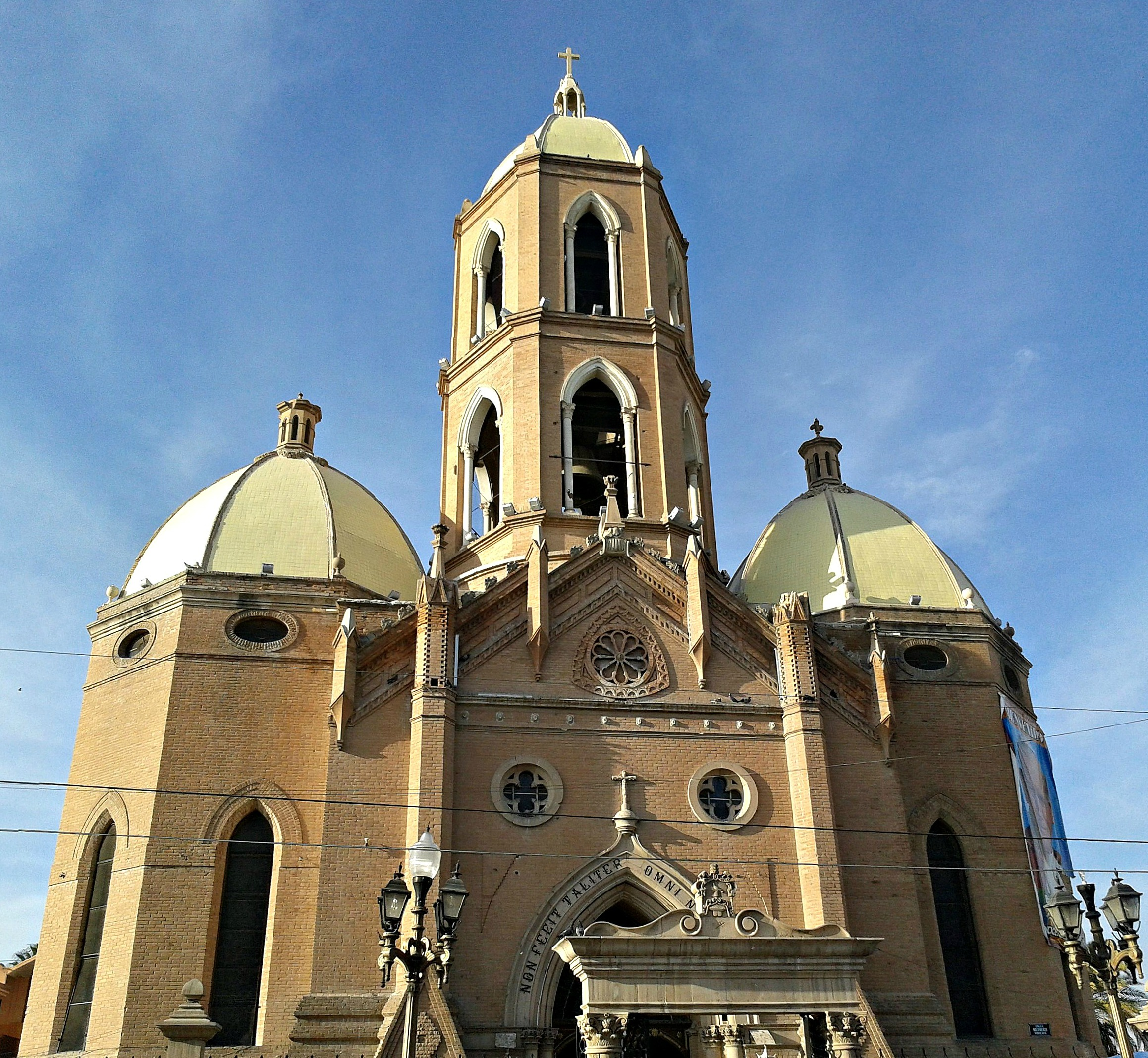
Parroquia de Nuestra Señora de Guadalupe

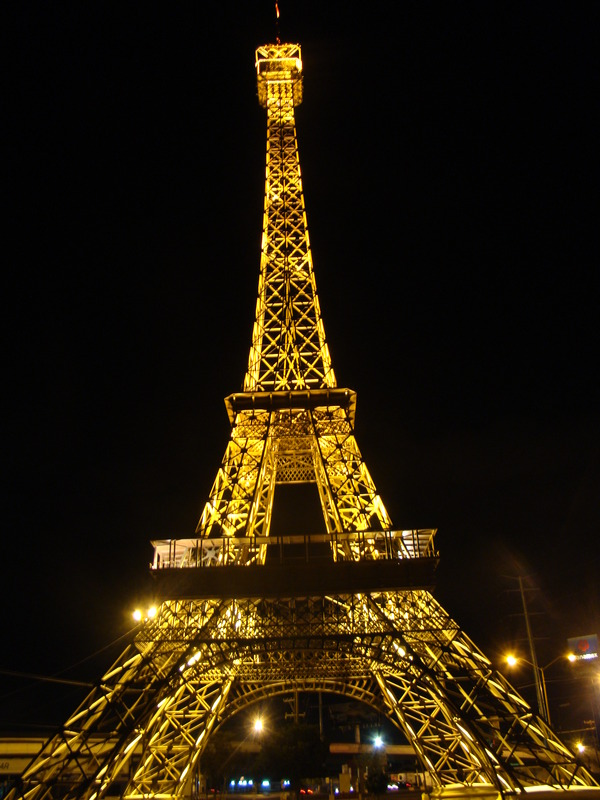
Torre Eiffel di Gómez Palacio

Essendo una città di recente fondazione e prettamente industriale, Gómez Palacio non possiede moti luoghi storici, vi sono comunque alcuni luoghi degni di nota:
Catedral y Basílica Menor de Guadalupe, questo edificio è il miglior esempio di architettura cittadina, con il campanile al centro della facciata principale. Sulla stessa facciata della chiesa si possono ammirare alcuni segni di colpi di cannone sparati dalle forze rivoluzionarie della Divisione Nord durante la conquista della città nel 1914.
Forse la costruzione più famosa di Gómez Palacio è la replica della Torre Eiffel, situata tra il Boulevard Miguel Alemán e il Boulevard Francisco González de la Vega, alta 58 metri, è stata donata dalla comunità francese residente in città nel 2007 ed è uno dei principali simboli della città.
Il Recinto de la Revolución, si trova all'angolo tra Calle Hidalgo e Calle Mártires. Si tratta di un piccolo edificio in cui i ribelli rivoluzionari si riunivano per prendere le armi contro la dittatura di Porfirio Díaz. Attualmente è un museo.
La Plaza de Armas è il cuore della città, ospita nel centro quello che si dice sia il terzo chiosco più bello del Messico, nella stessa piazza vi sono alcuni edifici in stile art-déco. 
El Parque La Esperanza, situato nell'ex sede dell'omonima fabbrica di sapone, è diventato una delle attrazioni più importanti della città, con numerosi campi sportivi, siti culturali, biblioteche, aree DIF, un museo interattivo, food truck e corridoi storici.
Museo interactivo El Acertijo, Questo museo interattivo, ubicato all'interno del Parco La Esperanza è incentrato principalmente sullo sviluppo e il divertimento dei bambini, ed è uno dei più grandi e moderni della regione di Laguna. Il suo stile architettonico moderna è unico in città.

## Cultura

### Istruzione

#### Università
A Gómez Palacio ha sede l'Universidad La Salle Laguna.

## Trasporti
Gómez Palacio è un'importante crocevia nel centro/nord messicano dei trasporti, il movimento di passeggeri e merci è piuttosto elevato.
Autobus extra-urbani: l'autostazione di Gómez Palacio è ubicata piuttosto lontana dal centro, vi sono destinazioni per tutto il nord e centro del Messico: Ciudad de México, Aguascalientes, Ciudad Juárez, Chihuahua, Mexicali, Tijuana, Guadalajara, Monterrey, Saltillo, León, Durango, Zacatecas, Mazatlán, Tepic, Puerto Vallarta, Delicias, Cuauhtémoc, Ciudad Camargo, Manzanillo, Querétaro, Celaya, Hermosillo, Ciudad Acuña, Piedras Negras, Nuevo Laredo, Reynosa, Matamoros, Morelia, Uruapan, San Luis Potosí e Nogales, la maggior parte delle compagnie che utilizzano l'autostazione di Gómez Palacio passa anche per quella della vicina città di Torreón.

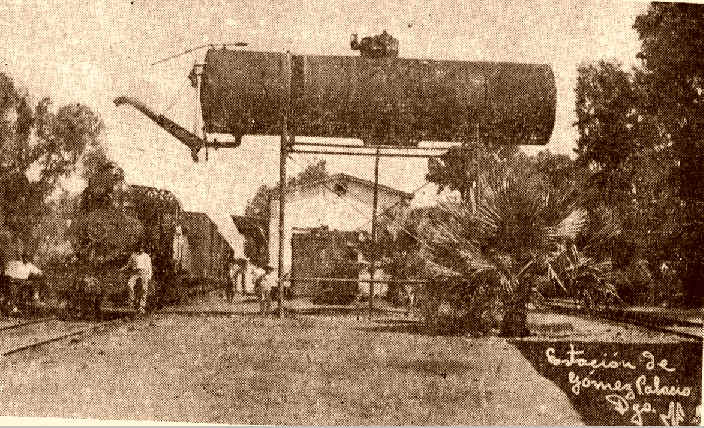
Antica Estacion de Gómez Palacio, l'edificio bianco è ancor oggi esistente

Treno: Gómez Palacio dispone di una stazione ferroviaria a 500 metri dal centro città, dal 1999, anno della privatizzazione delle ferrovie, non vi sono più treni passeggeri, vi è un regolare servizio merci operato dalla Ferromex sulle linee: Coahuila-Durango (LFCD), Monterrey-Reynosa-Matamoros, Chihuahua-Ciudad Juarez, Zacatecas-Ciudad de Mexico.
Autostrade e strade federali: Le autostrade che passano per Gómez Palacio sono la México 30 (Autostrada Torreón-San Pedro), la México 40 e la México Highway 40D (Autostrada del Nord de La Laguna a pedaggio, arriva fino Ciudad Juarez al confine con gli USA). Le strade federali che passano per la contigua città di Torreón sono collegate anche a Gómez Palacio e sono la Coahuila 60, 67, 70, 72 e 75.
Aeroporto: Gómez Palacio dispone di 2 aeroporti. Il più grande e trafficato aeroporto inaugurato il 25 marzo de 1946 è l'Aeropuerto Internacional di Torreón Francisco Sarabia Tinoco, (TRC), si trova a 11km dal centro di Gómez Palacio, vi sono voli giornalieri per Ciudad de México (AICM), Querétaro, Cancún, Guadalajara, San José del Cabo, Tijuana, San Antonio (Texas), e Dallas/Fort Worth (Texas), negli Stati Uniti. L'altro aeroporto è L'Aeropuerto de Ciudad Lerdo J. Agustin Castro, di Ciudad Lerdo, dista 5km dal centro di Gómez Palacio, ha solo voli privati o di tipo aerotaxi.